# Mêthôđiô Khuất Ái Lâm
Mêthôđiô Khuất Ái Lâm (tiếng Trung: 屈蔼林, Methodius Qu Ai-lin; sinh 1961) là một giám mục người Trung Quốc của Giáo hội Công giáo Rôma. Ông hiện đảm nhận chức vụ Tổng giám mục chính tòa Tổng giáo phận Trường Sa và các chức Giám quản Tông Tòa của các giáo phận Nguyên Lăng, Hoành Châu, Thường Đức, các Hạt Phủ doãn Tông Tòa Vĩnh Châu, Nhạc Dương, Tương Đàm, Bảo Khánh và Lễ Huyện. Đối với chính quyền Trung Quốc, ông là Giám mục Giáo phận Hồ Nam, một giáo phận do chính quyền thiết lập, với địa hạt bao trùm Tổng giáo phận Trường Sa và các giáo phận mà ông đang kiêm quản.

## Tiểu sử
Mêthôđiô Khuất Ái Lâm sinh vào tháng 5 năm 1961, người Hành Dương, tỉnh Hồ Nam (Trung Quốc). Ông tốt nghiệp giai đoạn cơ bản tại Đại học Hành Dương năm 1981. Năm 1990, ông gia nhập giáo hội, một năm sau vào học tại Học viện Thần học Trung Nam. Từ năm 1992 đến 1995, ông theo học tại Học viện Thần học Bắc Kinh. Ngày 23 tháng 6 năm 1995, Phó tế Khuất Ái Lâm được phong chức linh mục, khi được 34 tuổi.
Năm 1999, chính quyền Trung Quốc thiết lập Giáo phận Hồ Nam, với địa hạt tương ứng với Tổng giáo phận Trường Sa và giáo phận Nguyên Lăng, Hoành Châu, Thường Đức, các Hạt Phủ doãn Tông Tòa Vĩnh Châu, Nhạc Dương, Tương Đàm, Bảo Khánh và Lễ Huyện. Giám mục bất hợp thức của Giáo phận Hồ Nam là Simôn Khuất Thiên Tích đã bổ nhiệm ông làm Giám mục phó Giáo phận Hồ Nam. Sau đó, ông cũng được bầu làm Chủ nhiệm Hội Công giáo Yêu nước thành phố Hành Dương, Phó chủ nhiệm Hội Công giáo Yêu nước tỉnh Hồ Nam.
Ngày 2 tháng 11 năm 2000, Giám mục Hồ Nam Simôn Khuất Thiên Tích qua đời. Ông kế nhiệm làm Giám mục Hồ Nam. Tuy nhiên, mãi 12 năm sau Tòa Thánh mới đồng ý xem xét và nối lại hiệp thông với ông, chấp thuận chức giám mục và chính thức bổ nhiệm ông làm Tổng giám mục chính tòa Tổng giáo phận Trường Sa và các chức Giám quản Tông Tòa của các giáo phận Nguyên Lăng, Hoành Châu, Thường Đức, các Hạt Phủ doãn Tông Tòa Vĩnh Châu, Nhạc Dương, Tương Đàm, Bảo Khánh và Lễ Huyện. Lễ tấn phong giám mục của ông được cử hành ngày 25 tháng 4 năm 2012. Khẩu hiệu giám mục của ông là "Adveniat regnum tuum" (Nước Cha trị đến)